# Serapion (patriarcha Antiochii)
Serapion (zm. 211) – 9. patriarcha Antiochii; sprawował urząd w latach 191–211, święty Cerkwi prawosławnej i Kościoła katolickiego. Wspomnienie Serapiona widnieje w Martylologium Rzymskim pod datą 30 października. Serapion znany jest głównie z pism teologicznych, m.in. z prywatnego listu, w którym potępił herezje montanizmu.